# Asarum crassusepalum
Asarum crassusepalum är en piprankeväxtart som beskrevs av S.F. Huang, T. H. Hsieh & T.C. Huang. Asarum crassusepalum ingår i släktet hasselörter, och familjen piprankeväxter. Inga underarter finns listade i Catalogue of Life.